# Grethes jul
Grethes jul er en dansk romantisk-komedie mini-serie fra 2020, som er instrueret af Jarl Friis Mikkelsen efter manuskript af Carsten Rudolf og produceret af Mastiff. Serien er en selvstændig fortsættelse af tv-serien Grethe fra 2017, og består af fire afsnit. Medvirkende i serien er Peter Frödin, Ulf Pilgaard, Lotte Andersen, Sofie Torp og Sebastian Jessen.
Serien havde premiere den 7. december 2020 på TV 2 og kunne streames på TV 2 PLAY fra den 29. november 2020.

## Medvirkende
- Peter Frödin som Grethe
- Ulf Pilgaard som Victor
- Sofie Torp som Karen
- Sebastian Jessen som Henrik
- Lotte Andersen som Bibbi
- Alexander Wewer Schøler som Lille-John